# Fundamentallemma der homologischen Algebra
Das Fundamentallemma der homologischen Algebra (auch Hauptlemma der homologischen Algebra) ist ein technisches Lemma aus dem mathematischen Gebiet der homologischen Algebra, es garantiert die Fortsetzbarkeit von Kettenabbildungen zwischen Kettenkomplexen.
Das Fundamentallemma zeigt, dass die Definition von Homologiegruppen unabhängig von Wahlmöglichkeiten bei gewissen Konstruktionen ist.

## Lemma
Es seien {\displaystyle (C_{*},d_{*})} und {\displaystyle (C_{*}^{\prime },d_{*}^{\prime })} zwei Kettenkomplexe. Für eine ganze Zahl {\displaystyle r} sei 
{\displaystyle (f_{i}\colon C_{i}\to C_{i}^{\prime })_{i\leq r}}
eine Familie von Homomorphismen mit 
{\displaystyle d_{i}^{\prime }f_{i}=f_{i-1}d_{i}} für {\displaystyle i\leq r}.
Wir nehmen an, dass alle {\displaystyle C_{i}} mit {\displaystyle i>r} projektive Moduln sind und dass ab Grad {\displaystyle r} die Homologie von {\displaystyle C^{\prime }} verschwindet, also {\displaystyle H_{i}(C^{\prime })=0} für alle {\displaystyle i\geq r}.
Dann lässt sich {\displaystyle (f_{i}\colon C_{i}\to C_{i}^{\prime })_{i\leq r}} zu einem Kettenhomomorphismus
{\displaystyle f\colon C\to C^{\prime }}
mit {\displaystyle f=f_{i}} für {\displaystyle i\leq r} 
fortsetzen und diese Fortsetzung ist eindeutig bis auf Kettenhomotopie. Zu je zwei Fortsetzungen kann die Kettenhomotopie {\displaystyle h} so gewählt werden, dass {\displaystyle h_{i}=0} für {\displaystyle i\leq r}.

## Folgerungen
Eine unmittelbare Folgerung aus dem Fundamentallemma ist der folgende Lehrsatz:
Zu je zwei projektiven Auflösungen {\displaystyle F} und {\displaystyle F^{\prime }} eines {\displaystyle R}-Moduls {\displaystyle M} gibt es eine (bis auf Kettenhomotopie eindeutige) augmentierungs-erhaltende Kettenhomotopieäquivalenz {\displaystyle f\colon F\to F^{\prime }}.
Eine typische Anwendung dieser Tatsache findet sich bei der Definition von Homologiegruppen. Zum Beispiel wird die Gruppenhomologie {\displaystyle H_{*}(G,A)} einer Gruppe {\displaystyle G} mit Koeffizienten in einer abelschen Gruppe {\displaystyle A} (bspw. {\displaystyle A=\mathbb {Z} } oder {\displaystyle A=\mathbb {R} }) definiert als Homologie des Kettenkomplexes 
{\displaystyle F_{*}\otimes _{\mathbb {Z} G}\mathbb {Z} },
wobei {\displaystyle F_{*}} eine beliebige projektive Auflösung des {\displaystyle \mathbb {Z} G}-Moduls {\displaystyle A} (mit der trivialen {\displaystyle \mathbb {Z} G}-Wirkung) bezeichnet. Aus dem obigen Satz ergibt sich die Unabhängigkeit der so definierten Homologiegruppen von der Wahl der projektiven Auflösung. Für konkrete Berechnungen ist es oft sehr hilfreich, dass man zur Bestimmung der Homologie die projektive Auflösung beliebig wählen kann.
Eine andere Anwendung ist die Definition des Tor-Funktors, der ebenfalls mittels projektiver Auflösungen definiert wird und wo ebenso aus dem obigen Satz die Unabhängigkeit des Funktors von der gewählten projektiven Auflösung folgt.
Allgemein kann obiger Satz zum Beweis der Wohldefiniertheit linksderivierter Funktoren herangezogen werden.

## Duale Version
Das Fundamentallemma hat auch eine duale Version für Kokettenkomplexe. 
Es seien {\displaystyle (C^{*},d^{*})} und {\displaystyle ({C^{\prime }}^{*},{d^{\prime }}^{*})} zwei Kokettenkomplexe. Für eine ganze Zahl {\displaystyle r} sei 
{\displaystyle (f_{i}\colon C^{i}\to {C^{\prime }}^{i})_{i\leq r}}
eine Familie von Homomorphismen mit 
{\displaystyle {d^{\prime }}^{i}f_{i}=f_{i+1}d^{i}} für {\displaystyle i\leq r}.
Wir nehmen an, dass alle {\displaystyle C_{i}} mit {\displaystyle i>r} injektive Moduln sind und dass ab Grad {\displaystyle r} die Kohomologie von {\displaystyle C^{\prime }} verschwindet, also {\displaystyle H^{i}(C^{\prime })=0} für alle {\displaystyle i\geq r}.
Dann lässt sich {\displaystyle (f_{i}\colon C_{i}\to {C^{\prime }}^{i})_{i\leq r}} zu einem Kettenhomomorphismus
{\displaystyle f\colon C\to C^{\prime }}
mit {\displaystyle f=f_{i}} für {\displaystyle i\leq r} 
fortsetzen und diese Fortsetzung ist eindeutig bis auf Kettenhomotopie. Zu je zwei Fortsetzungen kann die Kettenhomotopie {\displaystyle h} so gewählt werden, dass {\displaystyle h_{i}=0} für {\displaystyle i\leq r}.
Die duale Version wird bei der Definition von Kohomologiegruppen benutzt, zum Beispiel bei der Gruppenkohomologie, oder bei der Definition des Ext-Funktors.